# Kaplica w Jerzykowicach Małych
Kaplica w Jerzykowicach Małych – zabytkowa kaplica we wsi Jerzykowice Małe.
Kaplica bez wezwania parafii w Lewinie Kłodzkim z XVIII/XIX w.